# QS-9000
QS-9000とは、米国のビッグスリー（ダイムラー・クライスラー、フォード・モーター、ゼネラルモーターズ）が制定した、自動車産業における品質システム要求事項の規格である。
その内容は、ISO9001:1994に、自動車産業向けの特有要求事項を加えたものである。元となった規格ISO 9001:1994は改定され、ISO9001:2000が発行されているが、それにあわせて、ISO/TS16949:2002が発行された。
QS-9000は、2006年12月14日まで有効であるが、2006年12月15日以降は失効となる。
ダイムラー・クライスラー、ゼネラルモーターズは、QS-9000の第三者による認証取得を、取引条件としている。

## 構成
QS-9000第3版の構成は、次の通りである。 
- 序文
- セクション|　ISO 9000に基づく要求事項
- セクション||　顧客固有の要求事項
- 附属書
- 用語集